# 理查德·德格纳
理查德·德格纳（英語：Richard Degener，1912年3月14日—1995年8月24日），美国男子跳水运动员。他曾代表美国参加1932年和1936年夏季奥林匹克运动会跳水比赛，获得一枚金牌和一枚铜牌。